# كلارنس بن
كلارنس بن (بالإنجليزية: Clarence Penn)‏ هو موسيقي أمريكي، ولد في 2 مارس 1968 في ديترويت في الولايات المتحدة.

## وصلات خارجية
- كلارنس بن على موقع ميوزك برينز (الإنجليزية)
- كلارنس بن على موقع أول ميوزيك (الإنجليزية)
- كلارنس بن على موقع ديسكوغز (الإنجليزية)